# Лейпциг (округ)
Округ Лейпциг — округ, утворений у 1952 після ліквідації земель на території Німецької Демократичної Республіки як один із 15 округів. 
Складався з 12 районів, 1 міста окружного підпорядкування і 422 громад. У зв'язку з відтворенням земель ліквідований у 1990. 